# يوسف ناصر (لاعب كرة قدم)
يوسف ناصر السليمان (مواليد 9 أكتوبر 1990)، لاعب كرة قدم كويتي، يلعب كمهاجم لصالح نادي الكويت بالدوري الكويتي.

## أهدافه الدولية
| #  | تاريخ          | المكان       | الخصم                    | الحصيلة | النتيجة | المسابقة                             |
| -- | -------------- | ------------ | ------------------------ | ------- | ------- | ------------------------------------ |
| 1  | 10 أكتوبر 2009 | القاهرة      | الأردن                   | 2-1     | فوز     | مباراة ودية                          |
| 2  | 6 يناير 2010   | مدينة الكويت | أستراليا                 | 2-2     | تعادل   | تصفيات كأس آسيا 2011                 |
| 3  | 25 فبراير 2010 | العين        | البحرين                  | 4-1     | فوز     | مباراة ودية                          |
| 4  | 3 سبتمبر 2010  | مدينة الكويت | سوريا                    | 3-0     | فوز     | مباراة ودية                          |
| 5  | 28 سبتمبر 2010 | عمان         | الأردن                   | 2-2     | تعادل   | بطولة اتحاد غرب آسيا لكرة القدم 2010 |
| 6  | 3 أكتوبر 2010  | عمان         | إيران                    | 2-1     | فوز     | بطولة اتحاد غرب آسيا لكرة القدم 2010 |
| 7  | 12 أكتوبر 2010 | مدينة الكويت | فيتنام                   | 3-1     | فوز     | مباراة ودية                          |
| 8  | 14 نوفمبر 2010 | أبوظبي       | الهند                    | 9-1     | فوز     | مباراة ودية                          |
| 9  | 23 نوفمبر 2010 | عدن          | قطر                      | 1-0     | فوز     | كأس الخليج العربي 2010               |
| 10 | 31 ديسمبر 2010 | القاهرة      | زامبيا                   | 4-0     | فوز     | مباراة ودية                          |
| 11 | 2 يوليو 2011   | بيروت        | لبنان                    | 6-0     | فوز     | مباراة ودية                          |
| 12 | 2 يوليو 2011   | بيروت        | لبنان                    | 6-0     | فوز     | مباراة ودية                          |
| 13 | 6 يوليو 2011   | بيروت        | عمان                     | 1-1     | تعادل   | مباراة ودية                          |
| 14 | 23 يوليو 2011  | مدينة الكويت | الفلبين                  | 3-0     | فوز     | تصفيات كأس العالم لكرة القدم 2014    |
| 15 | 28 يوليو 2011  | مانيلا       | الفلبين                  | 2-1     | فوز     | تصفيات كأس العالم لكرة القدم 2014    |
| 16 | 2 سبتمبر 2011  | العين        | الإمارات العربية المتحدة | 3-2     | فوز     | تصفيات كأس العالم لكرة القدم 2014    |

## روابط خارجية
- يوسف ناصر على موقع قاعدة بيانات كرة القدم.إي يو (الإنجليزية)
- يوسف ناصر على موقع ناشيونال فوتبول تيمز (الإنجليزية)
- يوسف ناصر على موقع Soccerway.com (الإنجليزية)
- يوسف ناصر على موقع عالم كرة القدم.نت (الإنجليزية)
- يوسف ناصر على موقع كووورة